# فرانک سرپیکو
فرانک وینسنت سرپیکو (انگلیسی: Francesco Vincent Serpico؛ زادهٔ ۱۴ آوریل ۱۹۳۶) کارآگاه پلیس آمریکایی و با تابعیت دوگانه ایتالیایی آمریکایی است. او بیشتر با افشاگریهایی که علیه فساد پلیس در اواخر دهه ۱۹۶۰ میلادی و اوایل دهه ۱۹۷۰ انجام داد، شناخته می‌شود. سرپیکو در ۱۹۷۲ مدال افتخار اداره پلیس نیویورک را دریافت کرد و در سال ۱۹۷۳ فیلمی براساس جوانی او با بازی آل پاچینو و کارگردانی سیدنی لومت ساخته‌شد. آل پاچینو به دلیل بازی در فیلم سرپیکو نامزد جایزه اسکار بهترین بازیگر نقش اول مرد شد.